# Сыздыков, Абылкас
Абылкас Сыздыков (1928 — 1997) — передовик советского сельского хозяйства, старший чабан колхоза имени Сталина Джезказганского района Карагандинской области, Герой Социалистического Труда (1949).

## Биография
Родился в 1928 году в селе Байконур, ныне Улытауского района Карагандинской округа Казахстана в крестьянской казахской семье.
В детском возрасте стал полным сиротой, обучался в сельской школе. Работать начал с 15 лет. Сначала был помощником чабана, а затем стал старшим чабаном колхоза имени Сталина.
Долгое время был передовиком сельского хозяйства. Он обходился без потерь, получал по 120 ягнят от 100 овцематок каждый год, а настриг шерсти составлял по 3,6 килограмма на каждую овцу. По итогам работы в 1948 году он сумел вырасти по 120 ягнят на каждую сотню овцематок, а всего в отаре было 405 овцематок. При этом средний живой вес ягнят при отбивке составлял по 40 килограммов.
Указом Президиума Верховного Совета СССР от 12 июля 1949 года за достижение высоких показателей в производстве продукции сельского хозяйства Абылкасу Сыздыкову присвоено звание Героя Социалистического Труда с вручением ордена Ленина и медали «Серп и Молот».
В 1950 году завершил обучение в одногодичной школе ветеринаров. продолжил работать ветеринарным фельдшером в родном колхозе, с 1957 года — ветеринарный фельдшер совхоза «Байконурский». В 1965 году возглавил овцеводческую ферму. в 1975 возглавляемая им ферма вошла в состав вновь образованного совхоза «Сатпаевский».
Проживал в селе Байконур. Умер в 1997 году.

## Награды
За трудовые успехи удостоен:
- золотая звезда «Серп и Молот» (12.07.1949)
- орден Ленина (12.07.1949)
- другие медали.